# ARC Simón Bolívar
Pour les articles homonymes, voir Simón Bolívar et Bolívar.
L'ARC Simón Bolívar (pennant number : 151) est un navire de recherche océanographique de la marine nationale colombienne, conçu pour pouvoir mener des recherches scientifiques en Antarctique. C’est le plus grand navire entièrement construit en Colombie. Il a été lancé et mis en service en 2022, et a appareillé en décembre 2023 pour sa première expédition polaire.

## Conception
La construction de l'ARC Simón Bolívar résulte d’une planification stratégique de la Direction maritime générale (Dimar) et de la marine colombienne, qui avaient depuis plusieurs années l’objectif de renouveler la flotte de navires océanographiques du pays, car certaines de ces unités avaient déjà atteint leur durée de vie utile,. La définition de ses spécifications a nécessité un travail long et ardu de la part des officiers et ingénieurs de la marine colombienne et du chantier naval colombien COTECMAR, afin de concevoir un navire disposant d’une capacité de recherche géologique marine qui lui permet de réaliser tout type d’études océanographiques et hydrographiques, avec la capacité à mener des recherches en Antarctique. L’ARC Simón Bolívar est le premier navire construit par la marine colombienne à des fins scientifiques.
La conception et la construction du navire sont le résultat d’une collaboration entre le constructeur naval européen Damen Shipyards Group (Pays-Bas) et COTECMAR. La construction a été assurée par COTECMAR dans son chantier naval de Carthagène. C’est le plus grand navire jamais construit en Colombie,,,,, avec une technologie et une main-d’œuvre 100% colombiennes,. Le navire a nécessité 100 000 heures de travail pour la conception et l’ingénierie, et a coûté quelque 50 millions de dollars,.
L’ARC Simón Bolívar a une longueur hors tout de 83 mètres, un maître-bau de 7,2 mètres et un tirant d'eau de 4,25 mètres. Son déplacement est de 3300 tonnes,,,,,,,,. Sa propulsion est assurée par deux moteurs Diesel Caterpillar de 1 491 kW chacun, entraînant deux hélices à pas variable de 2,6 mètres de diamètre, via des boîtes de vitesses Reintjes. Sa vitesse maximale est de 13 nœuds,, et 11 nœuds en vitesse de croisière,.
L’ARC Simón Bolívar dispose d’une « coque polaire », conçue selon la notation FS de la classe de glace 1C (en anglais, Ice Class 1C-FS) du Lloyd's Register, l’une des sociétés de classification les plus reconnues au monde, avec une « ceinture de glace » (partie renforcée sur deux mètres de hauteur au niveau de la ligne de flottaison) qui lui permet une navigation en toute sécurité dans des climats extrêmes, avec la capacité de briser la banquise jusqu’à 40 cm d’épaisseur de glace,,,,,,. De plus, tous les espaces intérieurs sont chauffés pour permettre des opérations dans les eaux de l’Antarctique,. Le navire dispose aussi de systèmes auxiliaires lui permettant de naviguer même avec une faible visibilité dans les latitudes de l’Antarctique, et de mener en toute sécurité des opérations de recherche au pôle Sud pendant l’été austral, : un radar de détection des glaces flottantes ou icebergs, et un système de positionnement dynamique reposant sur des capteurs acoustiques sous-marins Doppler, qui garantit stabilité et position,,,,.
Le navire est également doté d’une « coque silencieuse » : il a été conçu pour répondre aux exigences de la notation d’émission de bruit rayonné par l’eau Silent(A) de Det Norske Veritas (DNV), l’un des principaux organismes de certification au niveau mondial. Cela permet que toutes les données acoustiques collectées soient utilisables,,,,.
Le navire possède une passerelle avec une vision à 360 degrés sur le pont, et un pont d'envol, ainsi qu’un hangar, adaptés aux hélicoptères légers et de taille moyenne, permettant des opérations aéronavales de jour comme de nuit,,,,. Il dispose d’équipements de levage et de manutention, avec un portique en forme de A monté à l’arrière, pouvant soulever des charges allant jusqu’à 10 tonnes,,,,,,, et d’installations de rangement pour un véhicule sous-marin téléopéré (ROV),.
Conformément à sa vocation scientifique, l’ARC Simón Bolívar est doté d’équipements à la pointe de la technologie pour la recherche géophysique, océanographique et hydrographique, avec des laboratoires de géologie, humide et sèche pour l’analyse, la classification et la conservation des différents échantillons prélevés, et une salle d’analyse des données,,,,,,,,. Le navire possède notamment une « rosette échantillonneur », un équipement composé de bouteilles d’eau de mer qui est prélevée à différentes profondeurs, pour mesurer sa salinité et sa température. Une fois les flacons collectés, les échantillons sont stockés dans un congélateur à ultra-basse température, où ils sont réfrigérés à moins 40 degrés celsius en dix minutes, pour être conservés avant d’être transférés au centre de recherches.
Et si tous ces équipements ne suffisent pas, le pont du navire peut accueillir deux conteneurs ISO de 20 pieds, configurés pour servir de laboratoires supplémentaires. Le navire dispose aussi d’équipements océanographiques pouvant être immergés jusqu’à 7000 mètres de profondeur, d’équipements pour mesurer les colonnes d’eau jusqu’à 9000 mètres de profondeur, et d’un échosondeur multifaisceaux haute résolution. Pour les eaux profondes, il a une portée allant jusqu’à 11000 mètres et effectue un balayage sur une largeur de bande allant jusqu’à 140 degrés,,.
Le navire est également capable de mener des missions secondaires telles que la recherche et le sauvetage (SAR) ou la protection de l'environnement marin,. Sa zone d’opérations englobera les eaux allant de la côte colombienne et la mer des Caraïbes jusqu’à certaines parties de l’Antarctique,.
L’équipage se compose de 52 personnes au total, officiers, officiers mariniers et matelots, en incluant le commandant et le commandant en second. Le navire peut aussi embarquer comme passagers 38 chercheurs ou scientifiques, soit un total de 90 hommes et femmes,,. Il a une autonomie pour naviguer pendant 30 jours sans interruption avec 90 personnes à bord,.

## Nom
Le navire a été nommé en l’honneur du célèbre chef militaire et politique vénézuélien Simón Bolívar, El Libertador qui est devenu en 1819 le premier Président de la république de Colombie ainsi que le fondateur de la Grande Colombie (comprenant les actuels Colombie, Venezuela, Équateur,et Panama),.

## Engagements
La construction a commencé en 2020, avec un accord entre la société Damen et le chantier naval COTECMAR, par lequel la première autorisait le second à apporter des modifications aux plans originaux pour les adapter aux besoins spécifiques de la marine colombienne (ARC). L’ARC Simón Bolívar a été lancé le 23 juillet 2022, lors d’une cérémonie présidée par le président de la République de Colombie Iván Duque. Le navire a débuté ses essais en mer dans l’océan Atlantique le 14 octobre 2022. La cérémonie de mise en service de l’ARC Simón Bolívar a été effectuée le 15 décembre 2022, le pavillon colombien étant hissé pour la première fois en présence du président de la République Gustavo Petro, intronisé dans ses fonctions peu de temps auparavant,.
L’ARC Simón Bolívar succède aux navires de recherche scientifique tels que l’ARC Malpelo et l’ARC Providencia, les deux premiers navires qui ont contribué dans le passé à la connaissance de la mer des Caraïbes et de l’océan Pacifique par la Colombie depuis les années 1970. Après plus de 40 ans de service, ce matériel qui est devenu obsolète au fil du temps. Les précédentes explorations en Antarctique ont été menées avec un patrouilleur de surveillance océanique construit par COTECMAR, l’ARC 20 de Julio, mais c’était un navire qui n’était pas conçu pour cela.
L’ARC Simón Bolívar est commandé par le capitaine de frégate Jahir Andrés Robledo Leal, un officier qui a plus de 25 ans de service dans la marine colombienne et qui a déjà servi quatre fois en tant que commandant sur différents navires océanographiques, dont l’ARC Providencia, avec lequel il a effectué différentes recherches dans les Caraïbes et le Pacifique colombien,.
L’ARC Simón Bolívar est arrivé le mardi 31 octobre 2023 à Barranquilla, la porte dorée de la Colombie. Il a accosté à 8h30 au Gran Malecón del Río Magdalena où il a été présenté au public et à la presse,,. Des porte-parole de la marine colombienne, de la Direction générale maritime et de la Commission colombienne de l’océan, ainsi que des chercheurs et des invités spéciaux ont donné une conférence de presse à partir de 9h00. Un accès gratuit a été ouvert au grand public, permettant aux citoyens colombiens de le visiter et d’en apprendre davantage sur ses capacités,, tout l’après-midi du 31 octobre et la journée du 1er novembre.
Après cette présentation, le navire est retourné à Carthagène pour les derniers préparatifs avant de mettre le cap sur l’océan Pacifique colombien et d’arriver au port de Buenaventura (Valle del Cauca), d’où a eu lieu le lancement officiel de la dixième expédition colombienne en Antarctique 2023-2024,. Le navire océanographique a traversé le canal de Panama pour la première fois le 3 décembre 2023. Le 9 décembre, l’hélicoptère ARC 229 Bell 412 PI du Caribbean Naval Air Group a rejoint le navire et a effectué son premier atterrissage sur celui-ci, complétant ainsi l’équipage de l’expédition en Antarctique.
L’expédition antarctique a réellement commencé le 14 décembre avec le départ du port de Buenaventura. Elle doit durer quatre mois (120 jours) jusqu’au 22 mars 2024,,,, et fera parcourir au navire 12571 milles nautiques, avec des escales dans différents ports de la région tels que Valparaíso et Punta Arenas au Chili, Callao au Pérou et Guayaquil en Équateur. L’ARC Simón Bolívar est parti avec 98 membres d’équipage, dont 16 scientifiques colombiens, trois scientifiques étrangers de Turquie et d’Équateur et cinq journalistes. La période de l’été austral a été choisie pour l’expédition parce que les conditions sont plus favorables pour naviguer, même si elles restent extrêmes. Ce n’est pas un été comme celui des Caraïbes, a expliqué le vice-amiral Juan Ricardo Rozo Obregón, commandant en second de la marine nationale colombienne, dans un entretien avec le magazine Semana,. Lors de la cérémonie de départ du Simón Bolívar, le président colombien Gustavo Petro a indiqué qu’il se rendra en Antarctique le 31 janvier 2024 pour rendre visite à l’équipage et aux chercheurs.
Le 26 décembre, douze jours après avoir appareillé de Buenaventura, l’ARC Simón Bolívar est arrivé à Valparaíso, au Chili,,. Il s’est amarré à 10h00 du matin au quai Molo de Abrigo du port chilien sur le Pacifique. Il y est resté pendant quatre jours, étant ouvert au public chilien afin de faire connaître les capacités du navire et les objectifs de l’expédition. C’est un geste de gratitude envers le Chili, dont le soutien a été vital depuis la première expédition colombienne, fin 2014. L’expérience des Chiliens sur le continent blanc a été partagée avec la Colombie grâce à une collaboration permanent entre le Service Hydrographique et Océanographique de la Marine Chilienne (Shoa) et l’Institut Chilien de l’Antarctique (Inach). L’échange scientifique entre experts colombiens et chiliens a permis l’accès à la l’actualisation des connaissances marines. Ainsi, les relevés hydrographiques réalisés dans le détroit de Gerlache et dans certaines baies de l’Antarctique, en collaboration avec le Royaume-Uni, ont permis l’élaboration des cartes marines INT 9103 CHILE Markmann Bay à Andvord Bay et INT 9166 UKHO. La coopération scientifique a permis le développement de projets de recherche communs en toxicologie, météorologie, cartographie, glaciologie, médecine aérospatiale, radioastronomie, entre autres.
L’ARC Simon Bolivar a effectué ses derniers préparatifs à Puerto Williams, au sud du Chili, le 9 janvier 2024. Depuis son départ, le navire a déjà parcouru plus de 5000 milles marins, soit environ 9 000 kilomètres, a indiqué la marine colombienne. Cette dixième expédition antarctique n’a pas seulement un but scientifique, même si 19 projets de recherche, doivent être menés, selon les organisateurs de l'expédition : principalement sur le réchauffement climatique, mais aussi des projets sur les mammifères marins, l'acoustique, (...) l'océanographie physique, sans oublier les relevés hydrographiques", a indiqué à l'AFP Natalia Jaramillo, coordinatrice scientifique du navire. L’expédition permet également à la Colombie de démontrer ses ambitions géopolitiques dans cette partie de la planète. Selon un communiqué publié mardi par la marine colombienne, elle vise à obtenir l'intégration de la Colombie comme membre consultatif du Traité sur l'Antarctique, qui réglemente depuis 1961 notamment les activités de recherche dans cette zone et préserve le continent des rivalités internationales,.